# Fili (gmina)
Fili (gr. Δήμος Φυλής, Dimos Filis) – gmina w Grecji, w administracji zdecentralizowanej Attyka, w regionie Attyka, w jednostce regionalnej Attyka Zachodnia. Siedzibą gminy jest Ano Liosia. W 2011 roku liczyła 45 956 mieszkańców. W skład gminy wchodzą miejscowości: Ano Liosia, Zefiri, Moni Kimiseos Teotoku Kliston oraz Fili. Powstała 1 stycznia 2011 roku w wyniku połączenia dotychczasowych gmin: Ano Liosia, Zefiri i Fili.